# سندرم گریزل
سندرم گریزل (فرانسوی: Syndrome de Grisel‎) نوعی نیمه‌دررفتگی غیرترومایی مفصل اطلسی‌محوری است که در اثر التهاب بافت‌های مجاور ایجاد می‌شود. سندرم گریزل یک بیماری نادر است که معمولاً کودکان را مبتلا می‌کند و ۶۸٪ موارد گزارش‌شدهٔ آن در کودکان زیر ۱۲ سال بوده است. گلودرد پیشرونده و گردن و سفتی گردن می‌تواند با علائم عصبی دیگری مانند درد یا بی‌حسی که به بازوها می‌رسد (رادیکولوپاتی) همراه باشد. در موارد شدید، این وضعیت می‌تواند منجر به فلج چهاراندام و حتی مرگ در اثر نارسایی تنفسی حاد شود. این بیماری اغلب به دنبال التهاب بافت نرم در گردن مانند عفونت‌های دستگاه تنفسی فوقانی، آبسه‌های اطراف لوزه یا پشت حلق رخ می‌دهد. التهاب پس از جراحی به دنبال برخی عمل‌های خاص مانند برداشتن آدنوئید نیز می‌تواند منجر به این وضعیت در افراد مستعد همچون مبتلایان به نشانگان داون شود. 
سندرم گریزل نامش را از پزشک فرانسوی «پی‌یر گریزل» می‌گیرد که آن را در سال ۱۹۳۰ در مقاله‌ای تشریح کرد.

## پاتوفیزیولوژی
پاتوفیزیولوژی این بیماری شامل شل شدن رباط عرضی مفصل اطلسی‌محوری است.

## تشخیص
تشخیص سندرم گریزل توسط رادیوگرافی گردن با پرتو ایکس یا سی‌تی اسکن مهره‌های گردن مقدور است. کودکان مبتلا به سندرم داون به‌طور ژنتیکی رباط‌های شلی دارند که آنها را مستعد ابتلا به این بیماری می‌کند. در موارد منتخب، این کودکان ممکن است نیاز به تصویربرداری قبل از عمل داشته باشند تا خطر عوارض بعد از عمل‌هایی مانند برداشتن آدنوئید را ارزیابی کنند.

## درمان
درمان شامل تجویز داروهای ضدالتهاب و بی‌حرکتی گردن به همراه درمان علل عفونی ایجادکننده (در صورت وجود) با آنتی‌بیوتیک‌های مناسب است. درمان زودهنگام برای جلوگیری از عواقب طولانی‌مدت بسیار مهم است. برای ناپایداری باقیمانده مفصل ممکن است فیوژن جراحی لازم باشد.